# Fim de Tarde (canção de Grag Queen)
"Fim de Tarde" é uma canção do cantor e drag queen brasileiro Grag Queen, gravada para seu primeiro álbum de estúdio. A canção foi lançada para download digital e streaming através da SB Music, como segundo single do álbum em 14 de abril de 2022.

## Lançamento e promoção
A divulgação do single começou com publicações de Grag nas redes sociais anunciando o próximo single do seu primeiro álbum de estúdio intitulado Fim de Tarde. Grag divulgou um trecho da nova faixa através de um Reels no Instagram. Na legenda, a drag queen revelou que gravou o clipe da canção em Los Angeles: "Estou muito animada pra apresentar pra vocês", escreveu. A canção conta com Pablo Bispo e Ruxell como produtores, conhecidos por assinarem músicas de grandes nomes como Anitta, Gloria Groove, Iza, Luísa Sonza, Pabllo Vittar, entre outros. "Fim de Tarde" foi lançada para download digital e streaming como o segundo single do álbum em 14 de abril de 2022.

## Videoclipe
Dirigido por Joe M. Han, o videoclipe foi gravado em Los Angeles, Califórnia com Diego Kelmann como diretor criativo e Sam Li como fotógrafo. A produção apresenta uma superprodução e ostentação com visuais mostrando a drag queen passeando em um carro de luxo pelas ruas de Beverly Hills como uma diva de Hollywood. Este videoclipe foi marcado por ser o primeiro single de Grag gravado fora do Brasil. O videoclipe teve sua estreia um dia depois do lançamento da canção das plataformas digitais.

## Faixas e formatos
| Download digital / streaming |                |         |  |
| N.º                          | Título         | Duração |  |
| 1.                           | "Fim de Tarde" | 2:52    |  |

## Histórico de lançamento
| Região | Data                | Formato(s)                 | Gravadora(s) | Ref.  |
| ------ | ------------------- | -------------------------- | ------------ | ----- |
| Várias | 14 de abril de 2022 | Download digital streaming | SB Music     | [ 2 ] |